# Famille Debré
Pour l’article ayant un titre homophone, voir Debray.
La famille Debré est une famille française originaire d'Alsace. Elle a notamment donné depuis le XIXe siècle plusieurs médecins, trois hommes politiques, dont un Premier ministre, un grand-rabbin, un peintre et un architecte.

## Filiation
- Jacques Debré (1800-1884) x (1) 1826 Caroline Kromel Grünbaum (1794-1845), puis x (2) 1846 Blandine Cahn (1817-1885)
  - Pauline Debré (1847-1929) x 1869 Moïse Schwartz (1842-1878)
    - Anselme Schwartz (d) (1872-1957), membre de l'Académie nationale de chirurgie x 1907 Claire Debré (1888-1972), sa cousine germaine (voir ci-dessous)

  - Simon Debré (1854-1939), grand-rabbin, en poste à Neuilly-sur-Seine à partir de 1888, auteur d'un livre sur l'humour judéo-alsacien  x 1882 Marianne Trenel (1860-1949), fille d'Isaac Léon Trenel (1822-1890), directeur du Séminaire israélite de France (SIF)
    - Robert Debré (1882-1978), fondateur de la pédiatrie moderne et créateur des CHU x (1) 1908 Jeanne Debat-Ponsan (1879-1929), fille de Édouard Debat-Ponsan puis x (2) 1956 Élisabeth de La Panouse (1898-1972)
      - Michel Debré (1912-1996), Premier ministre de Charles de Gaulle et l'un des rédacteurs de la Constitution de la Cinquième République x 1936 Anne-Marie Lemaresquier (1912-2001), fille de Charles Lemaresquier
        - Vincent Debré (1939- ), directeur de société x Claudette Laurent (1937- ) xx 1989 Isabelle Le Poitevin de La Croix Vaubois (1957- ), sénatrice des Hauts-de-Seine (2004-2017)
          - Frédéric Debré (1964)

        - François Debré (1942-2020), journaliste et écrivain x 1970 Maylis Ybarnegaray (1942-1988)
          - Constance Debré (1972), avocate et écrivaine x 2001 Pierre André Gachot
          - Ondine Debré (d) (1980), journaliste

        - Bernard Debré (1944-2020), chirurgien urologue, homme politique (RPR, UDF, puis apparenté UMP), député d'Indre-et-Loire (1986-1994) et de Paris (2004-2017) x 1971 Véronique Duron
          - Claire Debré-Chaffaud (d) (1974), femme politique
          - Benjamin Debré (1977)
          - Grégoire Debré
          - Édouard Debré

        - Jean-Louis Debré (1944-2025), faux jumeau du précédent, magistrat, homme politique (RPR, puis UMP), président du Conseil constitutionnel de 2007 à 2016 x 1971 Anne-Marie Geneviève Élisabeth Eugénie Engel (1945-2007)
          - Charles-Emmanuel Debré, entrepreneur
          - Guillaume Debré (d), journaliste de CNN, TF1 et LCI à Washington
          - Marie-Victoire Debré

      - Claude Debré (d) (1913-2015), médecin, x 1942 Philippe Monod-Broca (1918-2006), chirurgien, membre de l'Académie nationale de chirurgie
      - Olivier Debré (1920-1999), artiste peintre, professeur à l'École nationale supérieure des beaux-arts, auteur du rideau de scène de la Comédie-Française à Paris x Denise Geneviève Mathilde Hortense Coulon (1923-2013)
        - Patrice Debré (1945- ), médecin immunologiste et président du conseil d'administration du Centre de coopération internationale en recherche agronomique pour le développement (CIRAD) x 1968 Marianne Félicie Marguerite Oudin (1947- )
          - Adrien Debré (1972)
          - Matthieu Debré (1975)
          - Timothé Debré (1993)

        - Sylvie Debré (1950- ), médecin, x 1973 Patrice Huerre, médecin

    - Jacques Debré (1885-1969), ingénieur diplômé de l'Ecole Polytechnique (promotion 1905)
    - Claire Debré (1888-1972) x 1907 Anselme Schwartz (d) (1872-1957), son cousin germain (voir plus haut)
      - Laurent Schwartz (1915-2002), mathématicien, normalien, membre de l'Académie des sciences et lauréat de la médaille Fields
      - Daniel Schwartz (1917-2009), polytechnicien (X 1937), statisticien médical
      - Bertrand Schwartz (1919-2016), polytechnicien (X 1939), directeur de l'École des Mines de Nancy, inspirateur des missions locales, grand-croix de la Légion d'honneur (2013)

    - Germain Debré (1890-1948), architecte x 1922 Lise Degeorge (d) (1899-1927)
      - Annie Debré (1923-2015) x 1948 Édouard Meillan (1919-1978), né Édouard Weill, polytechnicien (X 1939), ingénieur des Manufactures de l'État
      - Antoine Debré (d) (1927-2021), architecte